# Chiesa dei Servi di Maria (Innsbruck)
La chiesa dei Servi di Maria (in tedesco Servitenkirche), con annesso convento, è un edificio religioso di Innsbruck.

## Storia
La fondazione è stata negli anni 1613-1616, il monastero fu fondato dalla vedova dell'arciduca d'Austria Ferdinando II Anna Caterina Gonzaga. La fioritura del monastero cade nel XVII secolo, grazie al finanziamento da parte degli Asburgo. La chiesa subì un incendio già nel 1620, dove tutto è stato distrutto.
La chiesa fu consacrata nel 1626. L'altare maggiore è del 1628, commissionato dall'arciduca Leopoldo V allo scultore e stuccatore trentino Mattia Carneri. Ampliamenti successivi hanno riguardato la cappella laterale nel 1722 e la cappella Peregrini nel 1731. Il campanile è stato costruito nel 1899 da Johann Wunibald Deininger. Il 3 novembre 1938 il regime nazista abolì il monastero di Innsbruck. Durante un raid aereo del 15 dicembre 1943 l'edificio fu gravemente danneggiato. La ricostruzione avvenne dopo il 1945 e l'Ordine tornò a gestire dal 1947 la parrocchia di nuova costituzione di San Giuseppe. Negli anni 1968 e 1990 hanno avuto luogo lavori di ristrutturazione.
La chiesa è un semplice lungo edificio parallelo alla strada, con un bovindo-cappella sporgente. Il dipinto del soffitto e l'affresco sulla parete esterna della cappella bovindo sono del 1947 o 1953, opera di Hans Andre.

### Sepolti illustri
Nella chiesa riposano, dal 1783, i corpi di Anna Caterina Gonzaga e della figlia Maria d'Austria (1584-1649).